# 980年
| 千纪： | 1千纪 |
| 世纪： | 9世纪 \| 10世纪 \| 11世纪 |
| 年代： | 950年代 \| 960年代 \| 970年代 \| 980年代 \| 990年代 \| 1000年代 \| 1010年代                                                      |
| 年份： | 975年 \| 976年 \| 977年 \| 978年 \| 979年 \| 980年 \| 981年 \| 982年 \| 983年 \| 984年 \| 985年                                  |
| 纪年： | 庚辰年（龙年）；于阗中興三年；辽亨二年；北宋太平兴国五年；大理明政十二年；越南太平十一年，天福元年；定安國元興五年；日本天元三年 |

## 大事记
- 维京人发现格陵兰。
- 基輔公國的繼承紛爭，由斯維亞托斯拉夫·伊戈列維奇三子弗拉基米爾一世·斯維亞托斯拉維奇獲勝。
- 柏柏爾人建立阿爾及爾城。
- 宋太宗趁越南丁朝內亂，企圖恢復交趾故地發兵進攻，黎桓趁機篡位建立前黎朝並擊退宋軍。
- 雁門之戰，遼國在滿城之戰戰敗後再度南侵，被潘美與楊業率領的宋軍擊敗。
- 瓦橋關之戰，遼國奪取瓦橋關。

## 出生
- 7月：奧托三世（980年－1002年，22岁），德意志國王，神聖羅馬帝國皇帝。
- 7月15日：一條天皇，日本第66代天皇

## 逝世
- 劉鋹五代十國時期南漢君主。